# Hidrat de metà

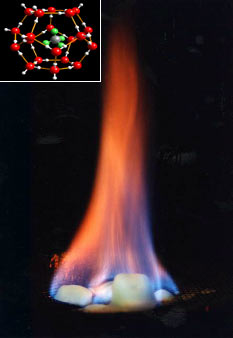
L'hidrat de metà flameja a causa del seu contingut en metà. L'estructura molecular representada és un clatrat.

L'hidrat de metà o clatrat de metà és un clatrat on majoritàriament el metà ocupa les cavitats que formen les molècules d'aigua. Per tant, és un cas especial dels hidrats de gas format per metà, que són els que més abunden en estat natural.

## Propietats
Com l'hidrat de metà conté metà i aquest gas és inflamable, es pretén utilitzar aquest compost com a font de gas natural. Degut a la seva disposició disseminada dins dels sediments marins, la seva extracció presenta moltes dificultats. Una extracció no controlada dels hidrats de gas podria provocar l'alliberament de metà. Tot i que gran part del gas alliberat es dissoldria a l'aigua marina, el perill d'alliberar metà a l'atmosfera, i incrementar l'efecte hivernacle, suposa un gran repte a l'hora de desenvolupar la tecnologia necessària per a la seva explotació.